# نعمو الجرد
نعمو الجرد قرية تتبع ناحية العنازة في منطقة بانياس التابعة لمحافظة طرطوس.
تتمتع بمناخ وطبيعة ساحرة، فهي تقع على ارتفاع ما بين 300 و 500 متر عن سطح البحر مما يعطيها مناخا معتدلا في الصيف، وفي الشتاء أحيانا" تتساقط عليها الثلوج بالإضافة إلى وجود العديد من الغابات وينابيع الماء التي يتجاوز عددها العشرة مع وجود نهر يمر من أراضيها.
عدد سكانها يتراوح ما بين 2000 و2500 نسمة.
السكان بشكل عام يعتمدون على الزراعة والوظائف الرسمية والتجارة. أهم محصولاتها الزراعية: الزيتون والتبغ والخضراوات في الأراضي المروية المجاورة للينابيع. في الآونة الاخيرة يلاحظ فيها حركة نزوح نحو مدينة بانياس والعاصمة دمشق.
يوجد في القرية مدرسة ابتدائية وإعدادية ولديها خدمات البلدية، وأكبر مشروع مياه في قرى بانياس الذي يروي 17 قرية.

## المواصلات
القرية بشكل عام تعتمد على السرافيس للمواصلات بالإضافة إلى خدمة السيارات الماجورة (تكسي) وغالبية السكان يمتلكون دراجات نارية كوسيلة مواصلات شخصية لرخص أسعارها.

## الاتصالات
الهواتف الأرضية حاليا متوفرة تقريبا في جميع البيوت وارقامها تبدا ب(640---641---642---643---644) بالإضافة إلى الهواتف المحمولة التي بات يملكها جميع الناس.